# Solna socken
Solna socken i Uppland ingick i Danderyds skeppslag, ombildades 1943 till Solna stad som 1971 ombildades till Solna kommun, från 2016 inom Solna distrikt och Råsunda distrikt.
Socknens areal var 1929 18,84 kvadratkilometer land. År 1940 fanns här 26 935 invånare. Ulriksdals slott, Karlbergs slott, Hagaparken med Haga slott, godsen Huvudsta gård och Stora Frösunda samt Solna kyrkby med sockenkyrkan Solna kyrka ligger i sockenområdet.  

## Administrativ historik
Solna socken har medeltida ursprung. 1260 utbröts Storkyrkoförsamlingen (Stockholms stad). 1588 överfördes Sicklaön till Brännkyrka socken. Ursprungligen hörde södra delen av Lidingön till Solna socken, men den överfördes kyrkligt 1653 till den då bildade Lidingö församling, medan området jordeboksmässigt slutgiltigt överfördes först 1713 till Lidingö socken.
Vid kommunreformen 1862 övergick socknens ansvar för de kyrkliga frågorna till Solna församling och för de borgerliga frågorna till Solna landskommun. Området Råsten överfördes 1 januari 1885 till Bromma socken för att sedan 1888 överföras till Sundbybergs köping. Solna landskommun ombildades 1943 till Solna stad. År 1949 överfördes huvuddelen av Lilla Alby från Solna till Sundbyberg, samtidigt som Råstahem från Spånga landskommun införlivades. Staden ombildades 1971 till Solna kommun. Ur församlingen utbröts 1963 Råsunda församling som sedan återgick i denna 2008
1 januari 2016 inrättades distrikten Solna och Råsunda, med samma omfattning som motsvarande församlingar hade 1999/2000 och fick 1963, och vari detta sockenområde ingår.
Socknen har tillhört län, fögderier, tingslag och domsagor enligt vad som beskrivs i artikeln Danderyds skeppslag. De indelta båtsmännen tillhörde Södra Roslags 2:a båtsmanskompani.

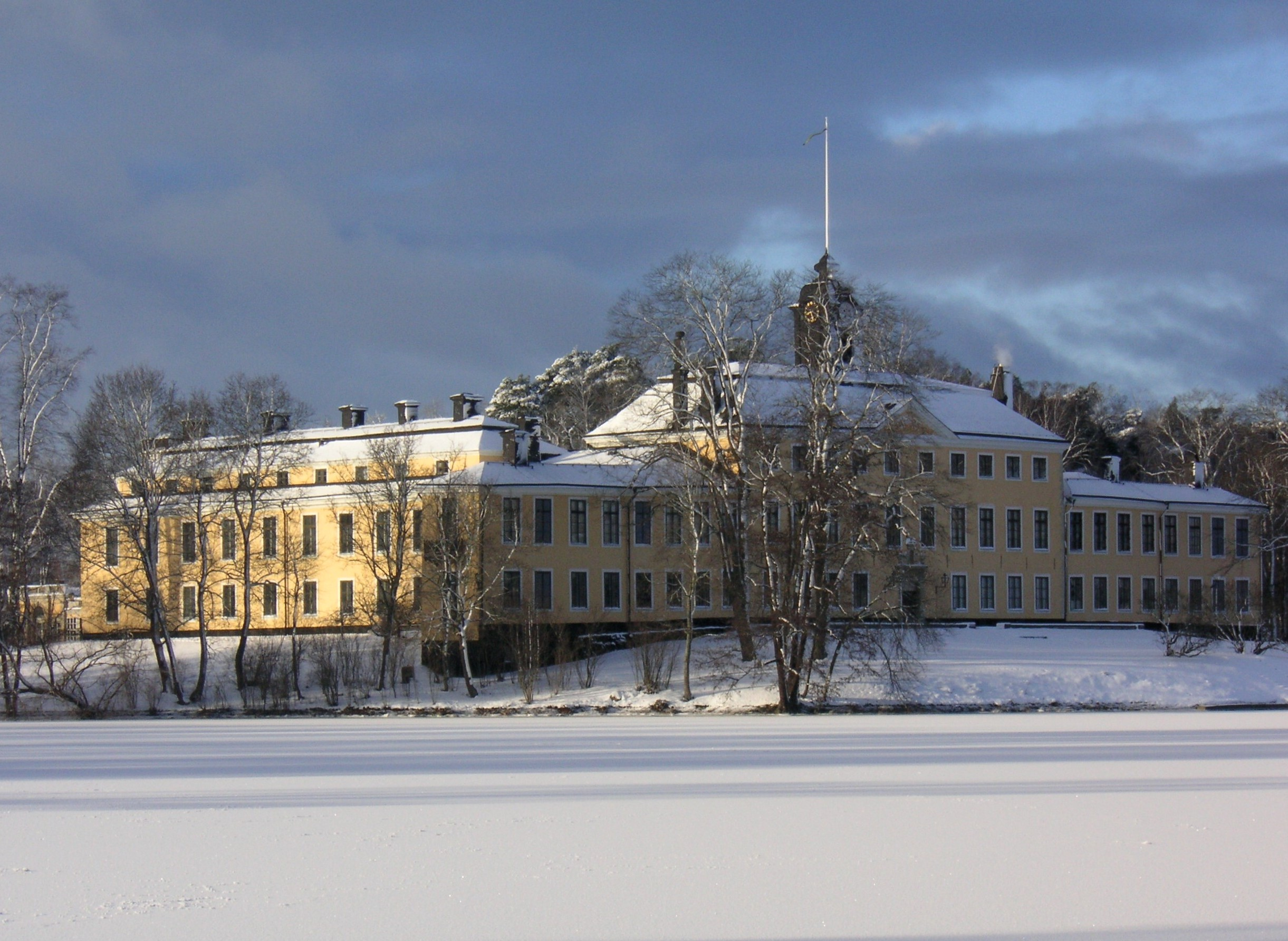
Ulriksdals slott vid Edsviken.

## Geografi
Solna socken ligger närmast nordväst om Stockholm med Ulvsundasjön och Bällstaviken i sydväst, Brunnsviken i öster och Edsviken i nordost och med Stockholmsåsen i östra delen av socken. Socknen är en slättbygd med inslag av skogklädda höjder.

## Historia
Solnas äldsta historia liknar de omkringliggande kommunerna i länet och börjar med inlandsisens smältande för ca 10 000 år sedan. Solna var då ett kargt ytterskärgårdslandskap med enbart tillfälliga jägare som invånare. Spår av dem har hittats på diverse platser i kommunen.
Från bronsåldern finns bevarat ett antal metallföremål av hallstattkaraktär. Fynden gjordes djupt ner i skikt av blålera under olika byggnadsprojekt främst kring Råsundaområdet. Föremålen har antagligen tappats ner i de sund och fjärdar som fanns i området eller offrats i kultiskt syfte. Det är också från denna tid som den äldsta kända bosättningen tillkommer vid nuvarande Norra Haga grindar som möjligtvis skulle kunna vara den ursprungliga Solna by då det är den närmaste bekräftade byn till kyrkan. Byn grävdes ut i samband med breddning av nuvarande E4:an under början av 1900-talet och visade sig bestå av ett antal lämningar efter stockhus.
Tio gravfält från järnåldern är kända och sju runristningar har påträffats.Under järnåldern tillkommer ett bosättningar, de största var Järva gård och Bolstomta[källa behövs] med tillhörande mycket stora gravfält. Av de senare finns enbart gravfältet vid Järva kvar med skeppssättning, relativt stora högar och gravtrianglar av brandgravskaraktär. Gravfältet vid Bolstomta låg vid nuvarande järnvägskorsningen vid Hedvigsdal. Det visade sig vid utgrävningen innehålla mest brandgravar. I samband med anläggningen av Postens huvudkontor Arken i Tomteboda grävdes vintern 2001 det lilla gravfältet vid gamla Polisskolan ut. Gravarna innehöll inte som förväntat brandgravar från vikingatiden utan skelettgravar från folkvandringstiden, cirka 500-700 e.Kr. Svärd, pärlor, kammar och fragment av en bildsten med urnordiska runor påträffades under den korta utgrävningstiden som försvårades av tidsbrist och besvärligt väder. Fynden tyder på att detta var en begravningsplats för den styrande välmående eliten i det närliggande Bolstomta.
Med kristendomens utbredning byggdes under 1100-talet en kyrka på den plats där näset mellan Brunnsviken och Ulvsundasjön var som smalast. Den ursprungliga träkyrkan ersattes under slutet av seklet med en försvarskyrka av rundkyrkomodell, antagligen i samband med esternas härjningar i området under denna tid.
Fram till och med Stockholms grundande på Stockholmen i dåvarande centrala Solna så innefattade församlingen även Kungsholmen, Gärdet, Kaknäs, Djurgården, södra Lidingön, Sicklalandet, Gamla Stan och Södermalm vilket är förklaringen till kyrkans något märkliga placering i den nuvarande kommunens sydöstra hörn. Det var också först i och med reformationen som domkyrkoprosten i Storkyrkan slutade att vara överhuvud för både församlingen i själva staden och för den i Solna.
Mot slutet av 1800-talet växte flera förortssamhällen fram i Solna, bland annat Hagalund, Huvudsta, Råsunda och Lilla Alby, vilka kring sekelskiftet inrättades som municipalsamhällen. 1943 bildades Solna stad, som då hade ca 30 000 invånare. Fortsatt stark expansion har lett till att dess bebyggelse successivt har växt samman med Stockholm.
Solna gränsar till Stockholm vid Norrtull. Järnvägarna norrut från Stockholm möjliggjorde framväxten av arbetarförstäder. Från Råsunda fanns 1908–1959 spårvägsförbindelse in till centrum. Stora bostads- och arbetsplatsområden byggdes i Solna under perioden 1950–1970.

## Namnet
Namnet (1305 Solnö) kan kommit från ett gammalt önamn där de centrala delarna låg. Önamnets förleden är då Soln, 'sol' vilket ger tolkningen 'den solbelysta ön'.